# La Fedelissima
La Fedelissima è la marcia d'ordinanza dell'Arma dei Carabinieri. Fu scritta nel 1929 dal maestro Luigi Cirenei, direttore della Banda musicale dell'Arma dei Carabinieri dal 1925 al 1947.

## Descrizione
L'esecuzione avviene generalmente in occasione della festa dell'Arma dei Carabinieri, del concerto in onore del santo patrono (la Virgo Fidelis, il 21 novembre), della parata militare del 2 giugno (festa della Repubblica), e dei giuramenti. Così come tutte le marce d'ordinanza (e l'inno nazionale) anche La Fedelissima è spesso il brano conclusivo dei concerti della Banda musicale dell'Arma. 
La marcia ha la tipica forma I-AA-BB-I-A-CC (con eventuale ripresa A-B-A), tuttavia la sua caratteristica peculiare è la disparità delle battute del trio che nella ripetizione conta 31 battute al posto delle canoniche 32.
Prima della sua adozione l'Arma veniva rappresentata da un'altra marcia d'ordinanza scritta dal maestro Luigi Cajoli, che fu direttore della disciolta Banda della Legione Allievi Carabinieri.